# Molukse rupsvogel
De Molukse rupsvogel (Coracina atriceps) is een zangvogel uit de familie Campephagidae (rupsvogels). 

## Verspreiding en leefgebied
Het is een endemische vogel op de Molukken en telt twee ondersoorten:
- C. a. atriceps: Ceram.
- C. a. magnirostris: de noordelijke Molukken.

## Status
De Molukse rupsvogel heeft een groot verspreidingsgebied en daardoor is de kans op uitsterven gering. De grootte van de populatie is niet gekwantificeerd maar de vogel is nog algemeen op Halmahera en Ceram. Er is geen aanleiding te veronderstellen dat de soort in aantal achteruit gaat. Om deze redenen staat deze rupsvogel als niet bedreigd op de Rode Lijst van de IUCN.